# McLaren M29
O M29/M29F é o modelo da McLaren nas temporadas de 1979, 1980 e 1981 da Fórmula 1. Condutores: John Watson, Patrick Tambay, Alain Prost, Stephen South e Andrea de Cesaris.

## Resultados[1][2]
(legenda) 
| Ano  | Chassi | Motor                | Pneus | N° | Pilotos           | 1   | 2   | 3   | 4   | 5   | 6   | 7   | 8   | 9   | 10  | 11  | 12  | 13  | 14  | 15  | Pontos   | Posição |  |
| ---- | ------ | -------------------- | ----- | -- | ----------------- | --- | --- | --- | --- | --- | --- | --- | --- | --- | --- | --- | --- | --- | --- | --- | -------- | ------- |  |
|      |        |                      |       |    |                   |     |     |     |     |     |     |     |     |     |     |     |     |     |     |     |          |         |  |
|      |        |                      |       |    |                   | ARG | BRA | RSA | USW | ESP | BEL | MON | FRA | GBR | GER | AUT | NED | ITA | CAN | USA |          |         |  |
| 1979 | M29    | Ford Cosworth DFV V8 | G     | 7  | John Watson       |     |     |     |     |     |     |     |     | 4   | 5   | 9   | Ret | Ret | 6   | 6   | 71 (15)  | 7º      |  |
| 1979 | M29    | Ford Cosworth DFV V8 | G     | 8  | Patrick Tambay    |     |     |     |     |     |     |     |     |     | Ret | 10  | Ret | Ret | Ret | Ret | 71 (15)  | 7º      |  |
|      |        |                      |       |    |                   |     |     |     |     |     |     |     |     |     |     |     |     |     |     |     |          |         |  |
|      |        |                      |       |    |                   | ARG | BRA | RSA | USW | BEL | MON | FRA | GBR | GER | AUT | NED | ITA | CAN | USA |     |          |         |  |
| 1980 | M29    | Ford Cosworth DFV V8 | G     | 7  | John Watson       | Ret | 11  | 11  | 4   | NC  | NQ  | 7   | 8   | Ret | Ret | Ret | Ret | 4   | NC  |     | 102 (11) | 9º      |  |
| 1980 | M29    | Ford Cosworth DFV V8 | G     | 8  | Alain Prost       | 6   | 5   | DNS |     | Ret | Ret | Ret | 6   | 11  | 7   |     |     |     |     |     | 102 (11) | 9º      |  |
| 1980 | M29    | Ford Cosworth DFV V8 | G     | 8  | Stephen South     |     |     |     | NQ  |     |     |     |     |     |     |     |     |     |     |     | 102 (11) | 9º      |  |
|      |        |                      |       |    |                   |     |     |     |     |     |     |     |     |     |     |     |     |     |     |     |          |         |  |
|      |        |                      |       |    |                   | USW | BRA | ARG | SMR | BEL | MON | ESP | FRA | GBR | GER | AUT | NED | ITA | CAN | LVS |          |         |  |
| 1981 | M29F   | Ford Cosworth DFV V8 | M     | 8  | Andrea de Cesaris | Ret | Ret | 11  | 6   | Ret |     |     |     |     |     |     |     |     |     |     | 13 (28)  | 6º      |  |

↑1  Watson e Tambay utilizaram o M28 do GP da Argentina até a Grã-Bretanha (apenas Tambay) marcando 8 pontos (15 no total) e terminando em 7º lugar.
↑2  Os GPs: Holanda, Itália, Canadá e Estados Unidos, Prost utilizou o M30 marcando 1 ponto (11 no total) e terminando em 9º lugar.
↑3  Watson utilizou o MP4/1 nos GPs: Argentina, San Marino e Bélgica por Watson e De Cesaris do GP de Mônaco até Las Vegas marcando 27 pontos (28 no total) terminando em 6º lugar.